# Stary cmentarz żydowski w Grudziądzu
Stary cmentarz żydowski w Grudziądzu – kirkut położony przy ulicy Groblowej. Data jego powstania nie jest znana. Podczas okupacji hitlerowskiej kirkut został zniszczony. Na jego obszarze nie zachowały się żadne nagrobki. Jego obszar wynosi 0,6 ha.